# Mały Trąbinek
Mały Trąbinek – nieoficjalna nazwa części wsi Trąbinek w Polsce położona w województwie wielkopolskim, w powiecie śremskim, w gminie Dolsk.
W latach 1975–1998 miejscowość administracyjnie należała do województwa poznańskiego.
Wieś położona 2 km na wschód od Dolska, przy drodze powiatowej nr 4080 z Dolska do Książa Wielkopolskiego przez Błażejewo i Włościejewki, we wsi znajduje się droga wiejska do Ostrowieczka.
Mały Trąbinek stanowi odrębną część Trąbinka, która znajduje się na północno-zachodnim brzegu Jeziora Trąbinek.